# Паска, Стасис
Стасис Паска (лит. Stasys Paska; 24 октября 1920, Радвилишкис — 25 ноября 1981, Шяуляй) — литовский советский актёр. Народный артист Литовской ССР (1970).

## Биография
Родился в 1920 году в Радвилишкисе в рабочей семье.
В 1937 году окончил школу, из-за бедности семьи не мог продолжить учёбу, работал на складе.
В 1940 году закончил студию Паневежского драматического театра и был принят в труппу.
В 1945—1949 годах — актёр Жемайтского драматического театра.
С 1949—1981 годах — актёр Шяуляйского драматического театра, снимался в кино.
Умер в 1981 году в Шяуляе.

## Фильмография
- 1964 — Марш! Марш! Тра-та-та! / Marš, marš, tra-ta-ta! — эпизод
- 1966 — Восточный коридор — агент гестапо
- 1969 — Июнь, начало лета / Birželis, vasaros pradžia — эпизод
- 1971 — Камень на камень / Akmuo ant akmens — управляющий Войт
- 1971 — Раны земли нашей / Žaizdos žemės mūsų — провокатор
- 1972 — Геркус Мантас / Herkus Mantas — странник
- 1975 — День возмездия / Atpildo diena — Пятрас, слуга помещика Завиши